# Dévényi Endre
Dr. Dévényi Endre/András (eredeti neve: Démusz András) (Gyula, 1909. július 2. – Budapest, 1973. július 15.) tűzoltóparancsnok.

## Életpályája
1930–1940 között Makó első hivatásos tűzoltóparancsnoka volt. 1940-től Kolozsváron volt tűzoltóparancsnok. Kolozsvárról Pestre került; a tűzoltó tisztiiskola tanára volt. 
Szépirodalommal is foglalkozott; verseket írt.

## Családja
Szülei: Démusz János (1865–1911) és Ludvig Róza voltak. 1931-ben házasságot kötött Jeszenszky Juliannával. Fia, Dévényi Dénes fotóművész.

## Művei
- Öröktüzek. Tűz a magyar költészetben (Kolozsvár, 1944)

## Emlékezete
2001. május 3-án, Makón emléktáblát avattak tiszteletére a Vorhand rabbi tér 1. alatt.

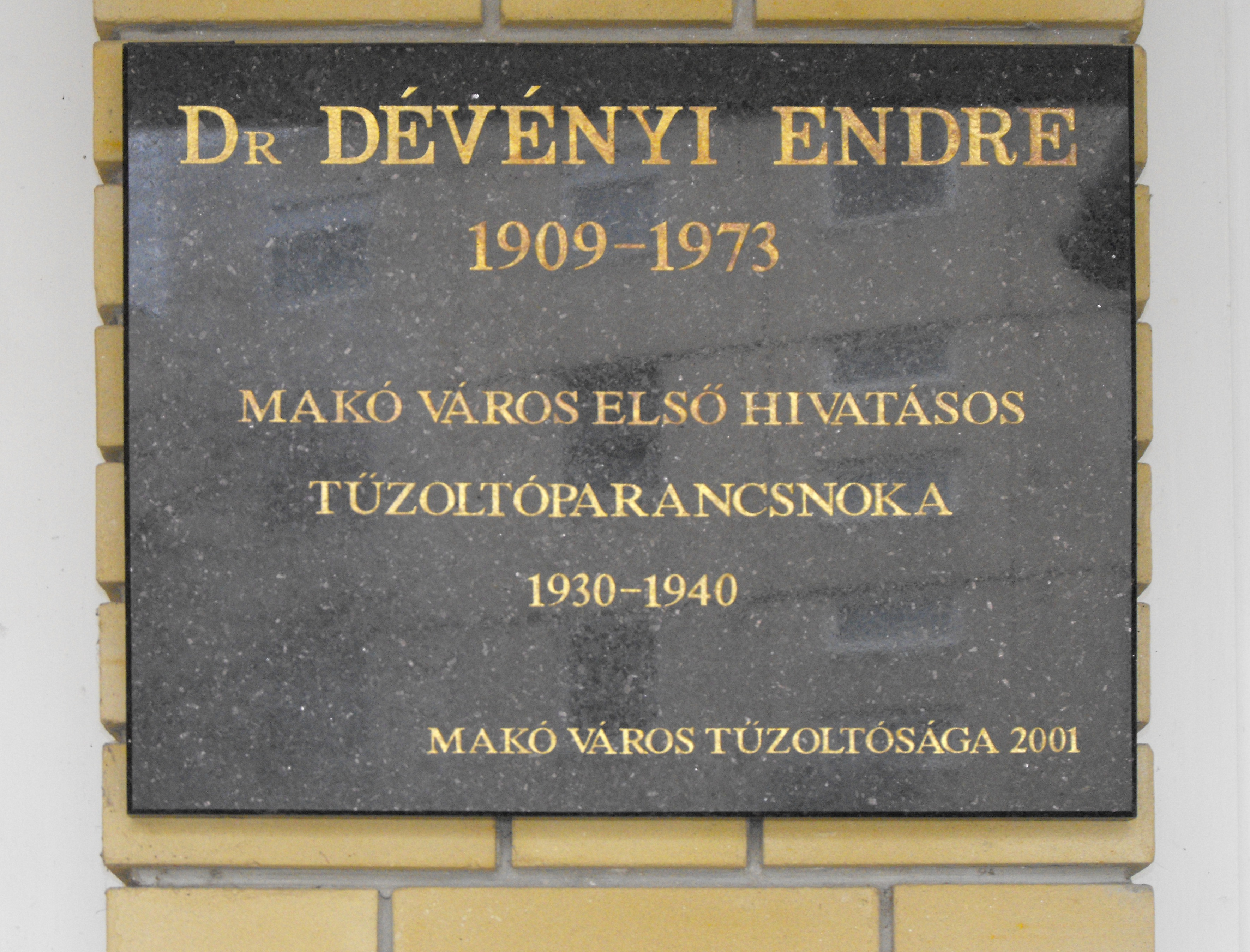
Dévényi Endre tűzoltóparancsnok emléktáblája Makón.